# Su Burcu Yazgı Coşkun
Su Burcu Yazgı Coșkun (n. 15 aprilie 2005, Istanbul, Turcia) este o actriță turcă de televiziune.